# Paracomeron aurivilliusi
Paracomeron aurivilliusi là một loài bọ cánh cứng trong họ Cerambycidae.